# Romulea linaresii
Romulea linaresii är en irisväxtart som beskrevs av Filippo Parlatore. Romulea linaresii ingår i släktet Romulea och familjen irisväxter.

## Underarter
Arten delas in i följande underarter:
- R. l. graeca
- R. l. linaresii

## Bildgalleri

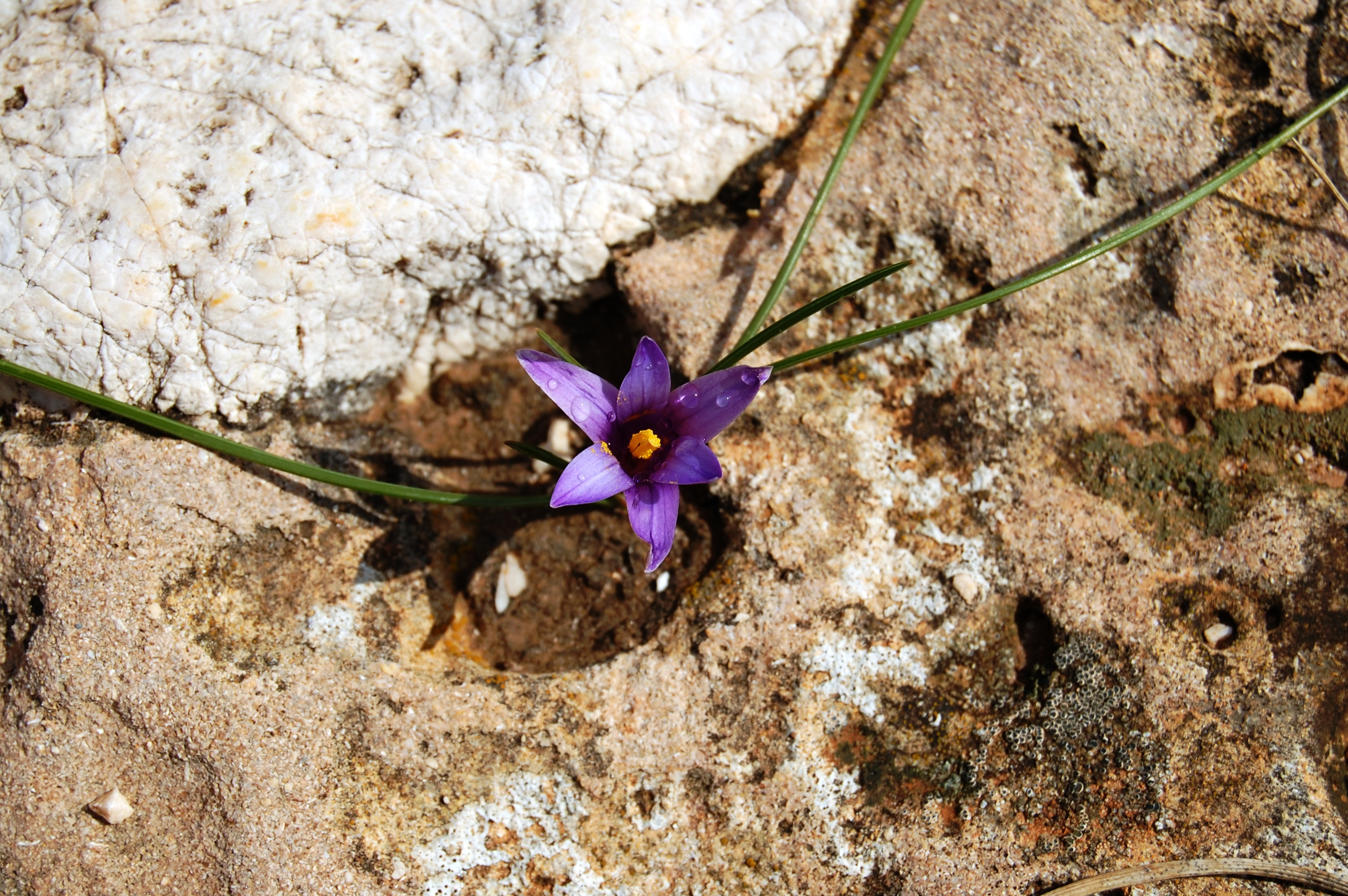
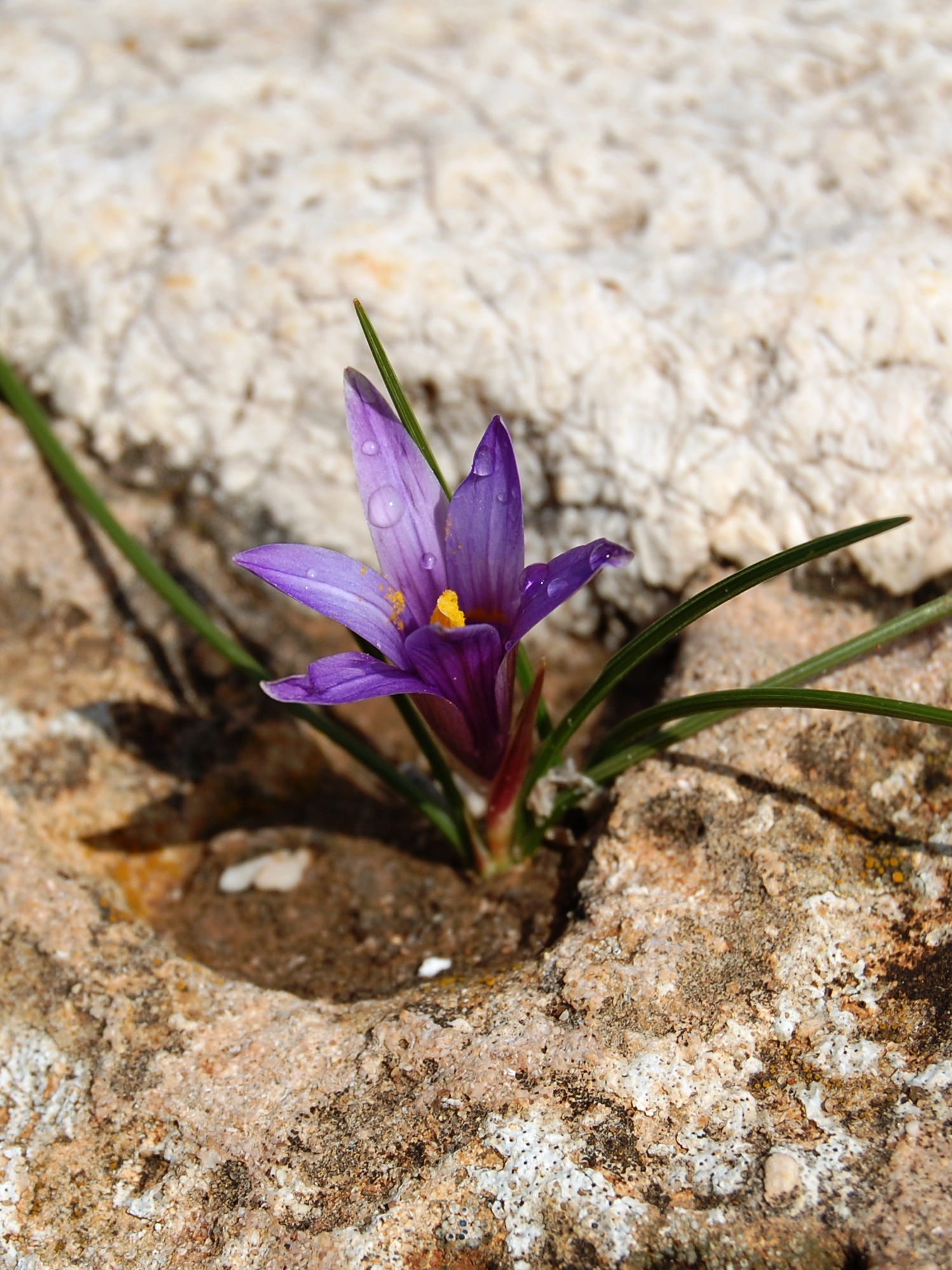
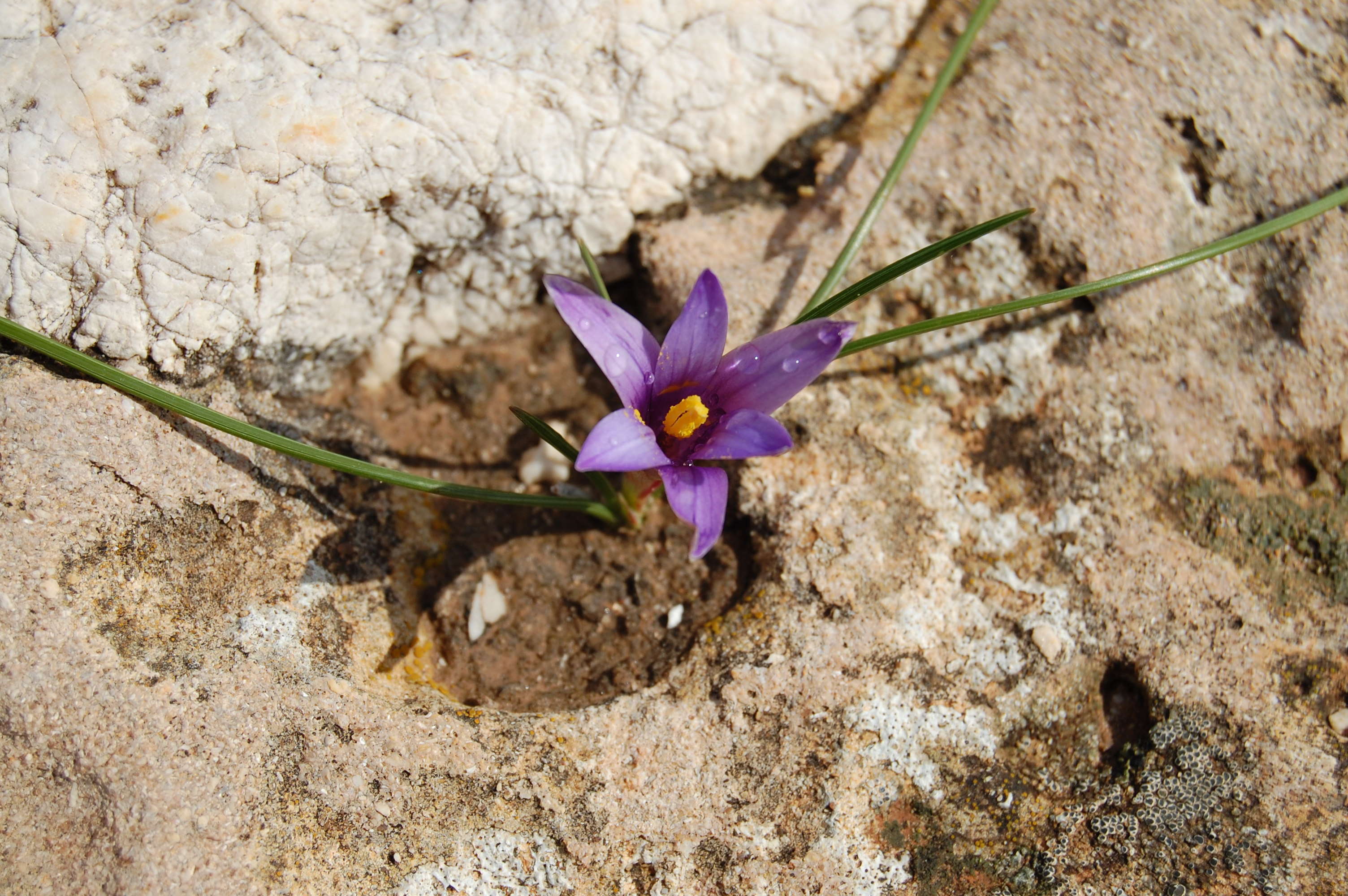
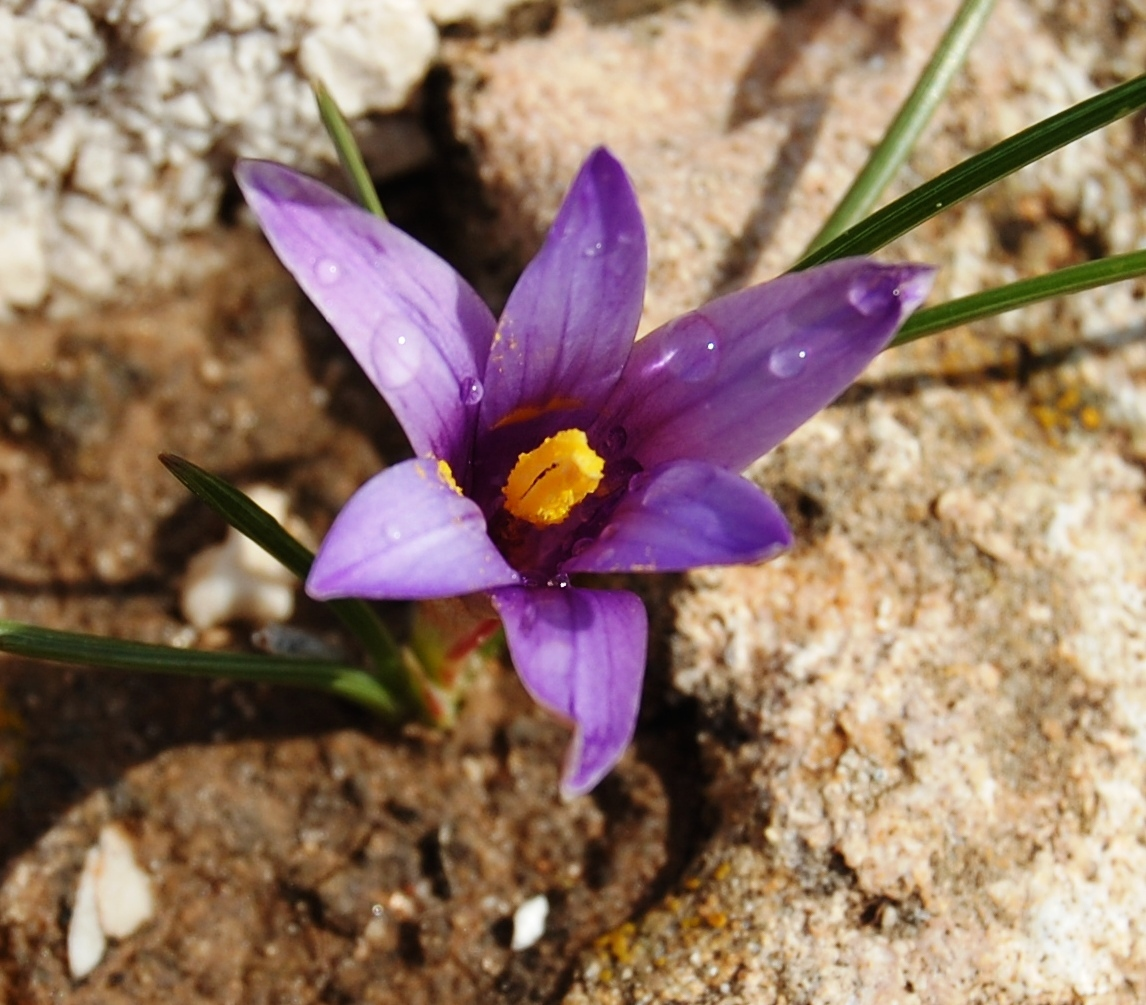
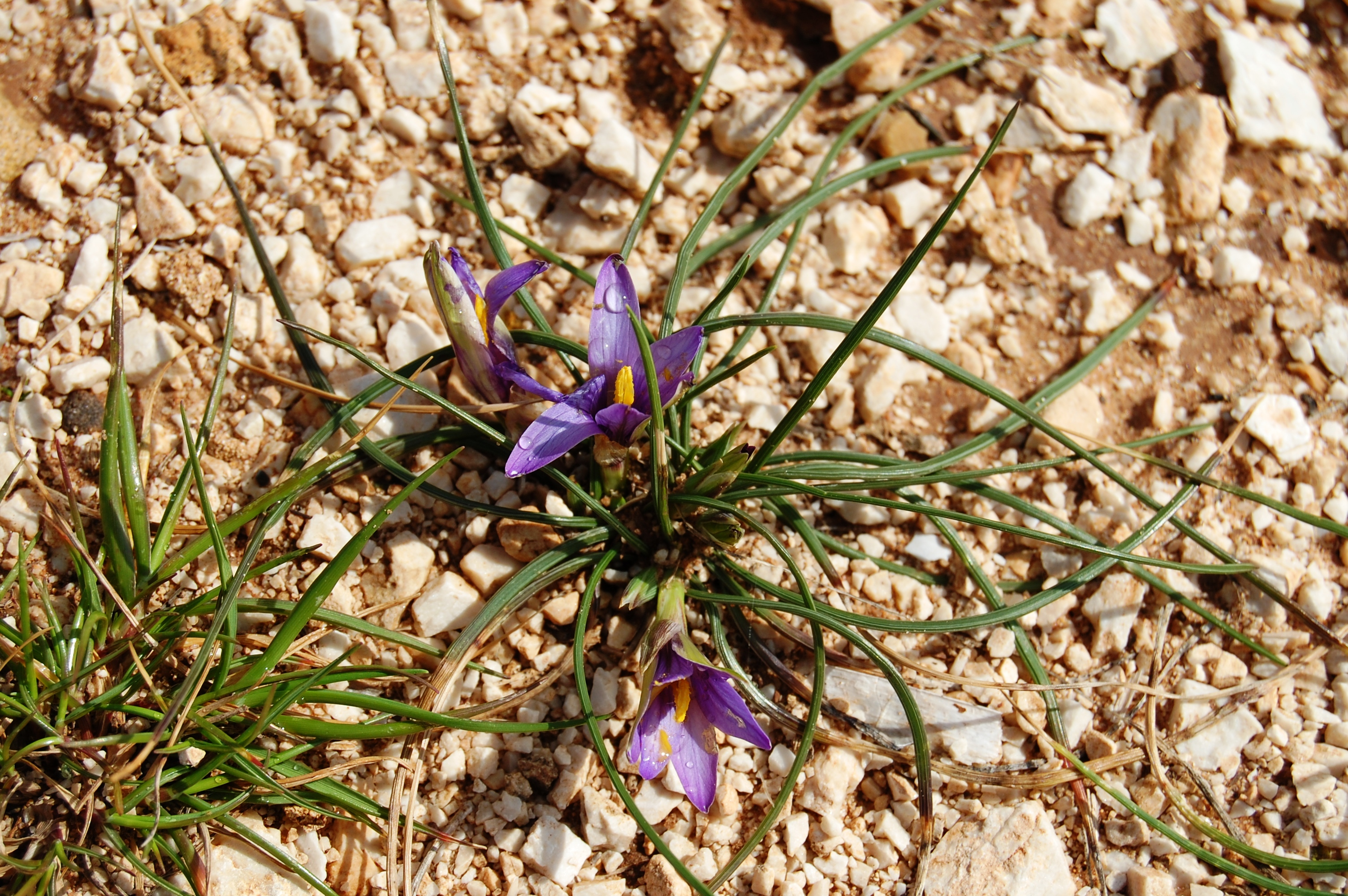
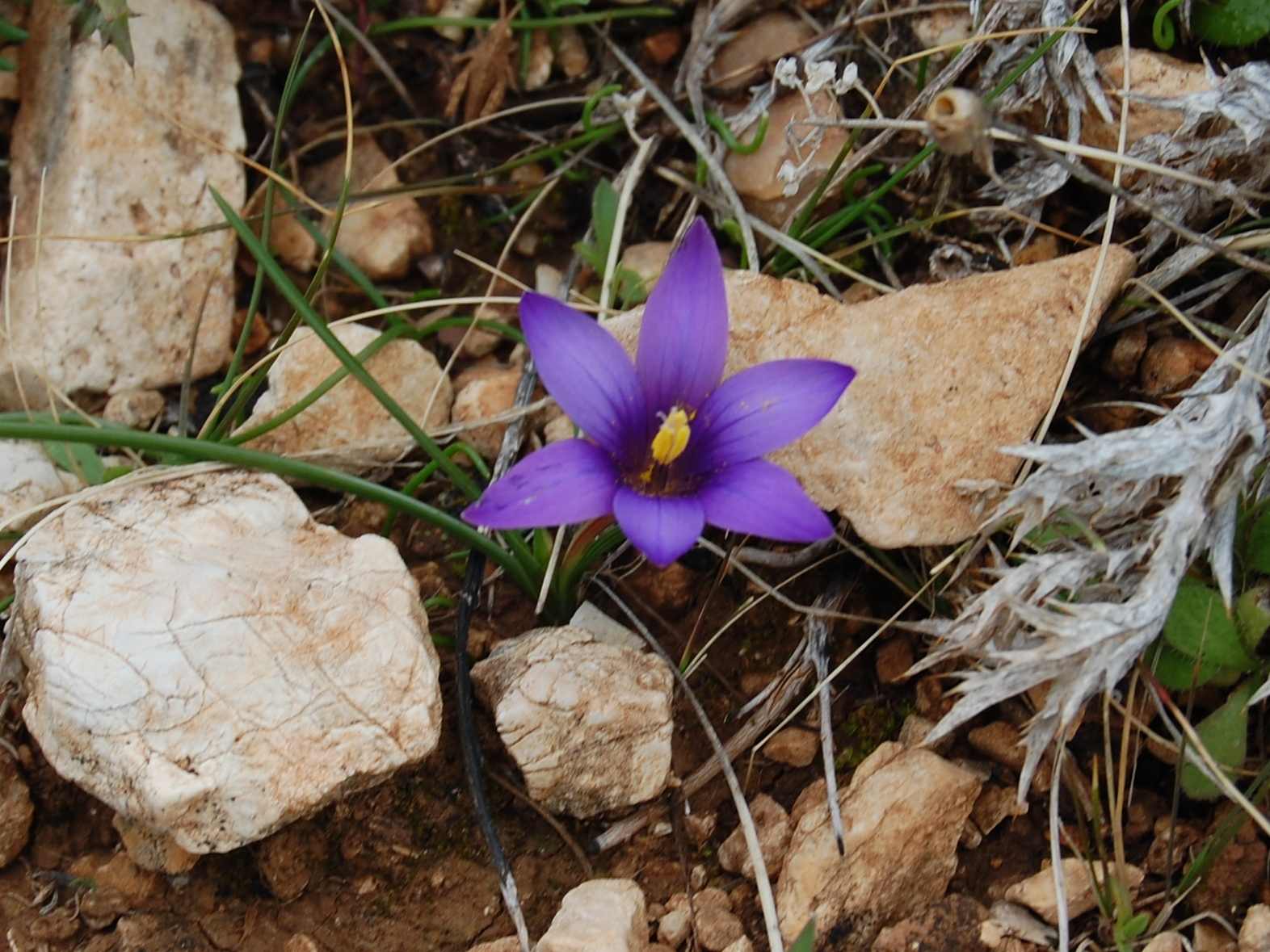